# Shirakiopsis virgata
Shirakiopsis virgata är en törelväxtart som först beskrevs av Heinrich Zollinger, Alexandre Moritzi och Friedrich Anton Wilhelm Miquel, och fick sitt nu gällande namn av Hans-Joachim Esser. Shirakiopsis virgata ingår i släktet Shirakiopsis och familjen törelväxter.
Artens utbredningsområde är Java. Inga underarter finns listade i Catalogue of Life.